# Autobus (film)
Autobus (ang. Get on the Bus) – amerykański film obyczajowy z 1996 roku w reżyserii Spike'a Lee. Zdjęcia kręcono m.in. w Waszyngtonie oraz w stanie Wirginia.

## Główne role
- Richard Belzer – Rick
- De’aundre Bonds – Junior „Smooth”
- Andre Braugher – Flip
- Thomas Jefferson Byrd – Evan Thomas Sr.
- Gabriel Casseus – Jamal
- Albert Hall – Craig
- Hill Harper – Xavier
- Harry Lennix – Randall
- Bernie Mac – Jay
- Wendell Pierce – Wendell
- Roger Guenveur Smith – Gary
- Isaiah Washington – Kyle
- Steve White – Mike
- Ossie Davis – Jeremiah
- Charles S. Dutton – George
- Joie Lee – Jindal
- Kristen Wilson – Shelly
- Frank Clem – Jefferson
- Bob Orwig – Rodney
- Gary Lowery – Mitch
- Debra Rogers – Sandy

## Fabuła
Czarnoskórzy obywatele Stanów Zjednoczonych wyruszają autobusem z Los Angeles do Waszyngtonu na wielką manifestację. Członkowie tej wycieczki pochodzą z różnych grup i z różną przeszłością:
- George – organizator wycieczki i kierowca.
- Jeremiah „Pop” – niski emeryt, znawca historii Afro-Amerykanów.
- Evan i Evan Junior – ojciec i syn skuci kajdankami, zgodnie z nakazem sądowym skuci na 72 godziny po aresztowaniu Jra za kradzież.
- Kyle i Randall – para gejów w trakcie rozstania.
- Flip – narcystyczny aktor prześladowany politycznie.
- Gary – policjant, Mulat.
- Xavier – student szkoły filmowej, który kręci dokument.
- Jamal – gangster, który przeszedł na islam szukając odkupienia.
- Jay – właściciel firmy produkującej gumę do żucia.
- Mike – zwolennik teorii spiskowych, twierdzi, że podczas marszu milion czarnych zostanie zabitych.
- Craig – drugi kierowca, biały Żyd, handlujący narkotykami ze swoją ciężarną córką.

Autobus jest ciasny i niewygodny. Z tego powodu skazani na siebie podróżujący oddają się długim dywagacjom na przeróżne tematy: dorastanie, miłość, rodzina. Wymieniają polityczne, kulturalne i religijne poglądy.

## Nagrody i nominacje
47. MFF w Berlinie (1997)
- Wyróżnienie Specjalne za pracę całego zespołu aktorskiego – Spike Lee
  - Złoty Niedźwiedź (udział w konkursie głównym)